# Tragostoma imperator
Tragostoma es un género de escarabajo longicornio monotípico descrito por Aurivillius en 1914. Su única especie, Tragostoma imperator, fue descrita por el mismo autor.

## Descripción
Mide 23,5-26 mm de longitud.

## Distribución
Se distribuye por África: Uganda y República Democrática del Congo.